# Paramiana smaragdina
Paramiana smaragdina là một loài bướm đêm trong họ Noctuidae.